# 大野知房
大野 知房（おおの ともふさ、生没年不詳）は、江戸時代前期の武士。播磨国赤穂藩浅野家の末席家老650石。『忠臣蔵』における不忠臣の代表格。一方で優秀な経済官僚であったといわれる。通称は九郎兵衛（くろべえ）。

## 略歴
大野は藩財政の運営と塩田開発に手腕を発揮して家老に取り立てられた。赤穂事件時にはかなりの高齢だったと見られる。赤穂藩番頭の伊藤五右衛門（450石）は弟といわれる（一説に甥）。
元禄14年（1701年）3月14日、主君浅野長矩の吉良義央への江戸城での刃傷により、浅野長矩は切腹、赤穂浅野家は断絶と決まった。筆頭家老大石良雄とともに大野は赤穂城での評定を主宰。大野は開城恭順を主張し、籠城を主張する大石派の藩士と対立した。また、分配金の配分では大石は微禄の者に手厚く配分すべきとしたのに対して、大野は石高に応じて配分すべきと主張している。結局、大石の意見どおりに配分され、大野は藩内で孤立を深めた。
特に大野は、足軽頭原元辰と札座奉行岡島常樹の兄弟と対立した。大野の原兄弟への憎悪はかなり深かったようで、三次藩士・久保田源大夫宛ての書状のなかで原を｢無理非道の者｣などと罵倒している。また大野は、岡島の部下の小役人達が改易の混乱に乗じて金銀を奪って逃亡する事件をとらえて、岡島も一味に違いないと吹聴したといわれる。これに激怒した岡島は、4月12日に大野邸に乗り込んだが、大野は会おうとはせず、やむをえず岡島は大野の弟の伊藤五右衛門邸へ行き、伝言を頼んで帰った。しかしその日の夜、大野は子の大野群右衛門とともに家財を置いたまま船で逐電する。よほど慌てていたと見え、幼い孫娘を屋敷に置いたままにしたうえ、女駕籠にて逃げたことが堀部武庸筆記に記されている。

## 後史
その後の大野については諸説ある。
元禄16年（1703年）4月に伊藤東涯が並河天民へおくった書簡に九郎兵衛と伊藤五右衛門の事が書かれている。それによると「伴閑精」と称して、京都の仁和寺の辺りに住んでいたという。元禄16年（1703年）4月6日に衰死して東山の黒谷に葬られたことも書かれている。これは伊藤五右衛門が埋葬してくれた日夏長兵衛へ対して送った4月17日付けの礼状にも記述があるという。
知房の子・大野群右衛門は、松代藩に召し抱えられて藩政改革を行ったが、性急な改革に「田代騒動」と呼ばれる松代藩では初めての一揆の原因となって失脚した赤穂浪人・田村半右衛門と同一人物であるという説がある。

## 創作
大石らが討入りに失敗したときのことを考え、山形県の板谷峠にて木こりに扮して第二陣として潜伏しており、大石らの討ち入りを聞いて自害したという話や、大野は吉良の間者で、それが露見して逃げていたという創作がある。
なお、板谷峠には佐藤という米沢の旅籠屋が建立したという大野のものと伝わる石碑があり、米沢市観光協会による説明板が置かれている。吉良が実子で出羽米沢藩の第4代藩主上杉綱憲の所領へ落ち延びた際に備え、峠に潜伏したが吉良方に斬殺されたなど複数の由来伝承がある。
群馬県安中市の松岸寺にある林遊謙なる者の墓があり、これが大野であるという伝承があり、この墓碑には「慈望遊議居士　寛延四年九月二十四日」と書かれている。これに従えば、大野は赤穂城開城時から50年以上も生きたことになり、疑わしい。
山梨県甲府市の能成寺にも大野が隠れ住んでいたという伝承があり、墓石には「幽玄院真岩猶夢居士」と刻まれている。
また、歌舞伎『仮名手本忠臣蔵』では、大野は由良助にタコを食わせたり、大星の刀を赤鰯と馬鹿にする悪役「斧九太夫」として登場する。

## 後世の評価
大野は人々から不忠臣として扱われ、長く庶民から憎まれ続けた。大野邸跡に残る柳の木は不忠柳と呼ばれている。
一方、近年の『忠臣蔵』のドラマや小説では、多様化の著しさもあり大野に対する描かれ方が変化している傾向がある。

例えば1989年にテレビ東京で放送された『大忠臣蔵』では、大石（演：松本幸四郎）と密約を交わした大野（演：藤田まこと）は、大石の助言で赤穂を出奔。その後は一切表に出ず、大石たち討ち入り実行部隊の軍資金調達を一手に引き受けた。大石たちが本懐を遂げた後、泉岳寺へ先回りして線香と蝋燭を内匠頭の墓前に置き、人知れず江戸から去った。実は大野は討ち入り前、大石に会って、京に渡って花を造りながら余生を過ごすことを伝えていたのだ（回想場面として登場）。

1990年にTBSで放送された『忠臣蔵』では、大野が主役となって（演：緒形拳）、浅野家再興に奔走する姿が描かれている。

このように、近年は大野について｢武弁ではないが有能な官僚であり、その能力で彼なりの忠義を果たした」という趣旨の描かれ方をされることも多い。

## 関連作品
- 赤神諒『北前船用心棒 赤穂ノ湊 犬侍見参』（小学館、2020年3月6日）ISBN 978-4094067491（文庫）